# 白石水库 (北票)
白石水库位于中国辽宁省北票市，是以防洪、灌溉、供水为主，兼有发电功能的大（一）型水库。
1995年5月开工兴建，1997年9月截流，1999年9月25日下闸蓄水，2000年9月26日主体工程建成，2001年4月27日第一台机组并网发电。
2009年3月，白石水库天鹅数量有1100只左右，占全国总数的十分之一。